# Антипів Олекса Федорович
Олекса Федорович Антипів (7 жовтня 1895, Куп'янськ — 19 вересня 1970, Детройт) — військовий і громадський діяч, хорунжий Запорозького корпусу, сотник 6-го технічного куреня 6-ї Січової дивізії Армії УНР. Заступник керівника інженерно-технологічного факультету Українського технічно-господарського інституту (Подєбради), доцент і продекан УТГІ (Німеччина).
Відповідно до українського законодавства може бути зарахований до борців за незалежність України у XX столітті.

## Біографія
Батьки, Федір Єлисейович Антипів та Марія Гордіївна Тур, народилися в Куп'янську. Навчався на хімічному відділі 4-класної середньо-технічної школи (Ростов-на-Дону, 1912-1914), але через хворобу курсу не закінчив. У російській армії — з квітня 1915 року. Закінчив 2-гу Одеську школу прапорщиків (листопад 1916). До листопада 1917 «брав участь у походах проти Австрії та Німеччини».
У грудні 1918 вступив на службу до Армії УНР. У «Curriculum vitae» писав: «У квітні 1919 року в складі Запорозького корпусу перейшов через Румунію до Галичини, а відтіль брав участь у поході на Київ та пізніше — на Одесу. У грудні того ж року був інтернований поляками. В лютому 1920 року вступив на формування 6-ї Стрілецької дивізії, в складі якої брав участь в походах проти більшовиків. В складі тієї ж дивізії в листопаді 1920 року був інтернований поляками. В травні 1921 року скінчив 3-х місячний технічний старшинський вишкіл у таборі Олександрія. У червні 1922 року вступив до випускної класи гімназії в Шепйорно, що в січні 1923 року реформувалася на реальну школу по типу колишніх російських реальних шкіл».
29 травня 1923 з табору подав прохання до ректорату Української Господарської академії в Подєбрадах із проханням зарахувати його в «число студентів і уділити стипендію». Дипломний проєкт захистив «з успіхом дуже добрим». 20 липня 1928 року здобув диплом інженера-гідротехніка.
Після закінчення УГА працював керівником меліоративних робіт у м. Кельці (Польща). Автор навчального посібника УТГІ «Машинознавство» (1942). По Другій світовій війні виїхав до США.
Нагороджений Хрестом Симона Петлюри і Воєнним хрестом (25 лютого 1964). 1966 року склав пожертву на вшанування пам'яті Віктора Доманицького.
Похований на Українському православному цвинтарі Святого Андрія у Бавнд-Бруці (штат Нью-Джерсі, США).